# 楊太赤
楊太赤（？－564年），為南北朝之仇池國君主（陰平）之一。他承襲楊定擔任該國君主，在位期間為542年－564年。
| 前任： 楊定 | 仇池君主 在位期間542年—564年 | 繼任： 楊法深 |